# Czernyola australis
Czernyola australis är en tvåvingeart som beskrevs av Mcalpine 1960. Czernyola australis ingår i släktet Czernyola och familjen träflugor. Inga underarter finns listade i Catalogue of Life.